# 水野正巳
水野 正巳（みずの まさみ、1869年8月15日（明治2年7月8日） - 1936年（昭和11年）9月29日）は、日本の政治家。衆議院議員（3期）。

## 経歴
兵庫県美嚢郡口吉川村（現三木市）出身。1894年に有馬郡の水野家の婿養子となり上京。東京専門学校で学ぶ。大阪で株式仲買店、神戸で印刷業を始めるも失敗し神戸へ戻る。農業を営み、神戸市会議員、神戸商業会議所議員となる。
1908年の第10回衆議院議員総選挙において兵庫県郡部から憲政本党公認で立候補して初当選した。以来連続3回当選。1912年の第11回衆議院議員総選挙では立憲国民党から立候補したが落選。翌1913年に繰り上げ当選となった。1915年の第12回衆議院議員総選挙には出馬しなかった。時をおいて1930年の第17回衆議院議員総選挙では兵庫3区から立憲民政党公認で立候補して当選した。1936年死去。
義弟（妻の妹の夫）に大山郁夫。